# Verticordia eriocephala
Verticordia eriocephala (Engels: Common Cauliflower) is een soort uit de mirtefamilie (Myrtaceae). Het is een rechtopgroeiende struik die voorkomt in het zuidwesten van West-Australië. Hij groeit in grijs of geel zand, grind en in zandvlaktes en duinen.